# Würth
Il Gruppo Würth (Würth-Gruppe in tedesco)  è un gruppo di aziende attive, a livello globale, principalmente nella vendita all'ingrosso di prodotti per la tecnologia di fissaggio ed assemblaggio. È stato sviluppato dalla Adolf Würth GmbH & CO. KG con sede a Künzelsau.
Nel 2015, la società è classificata al 13º posto nella classifica delle 500 più grandi aziende tedesche a conduzione familiare dalla rivista Wirtschaftsblatt.

## Storia

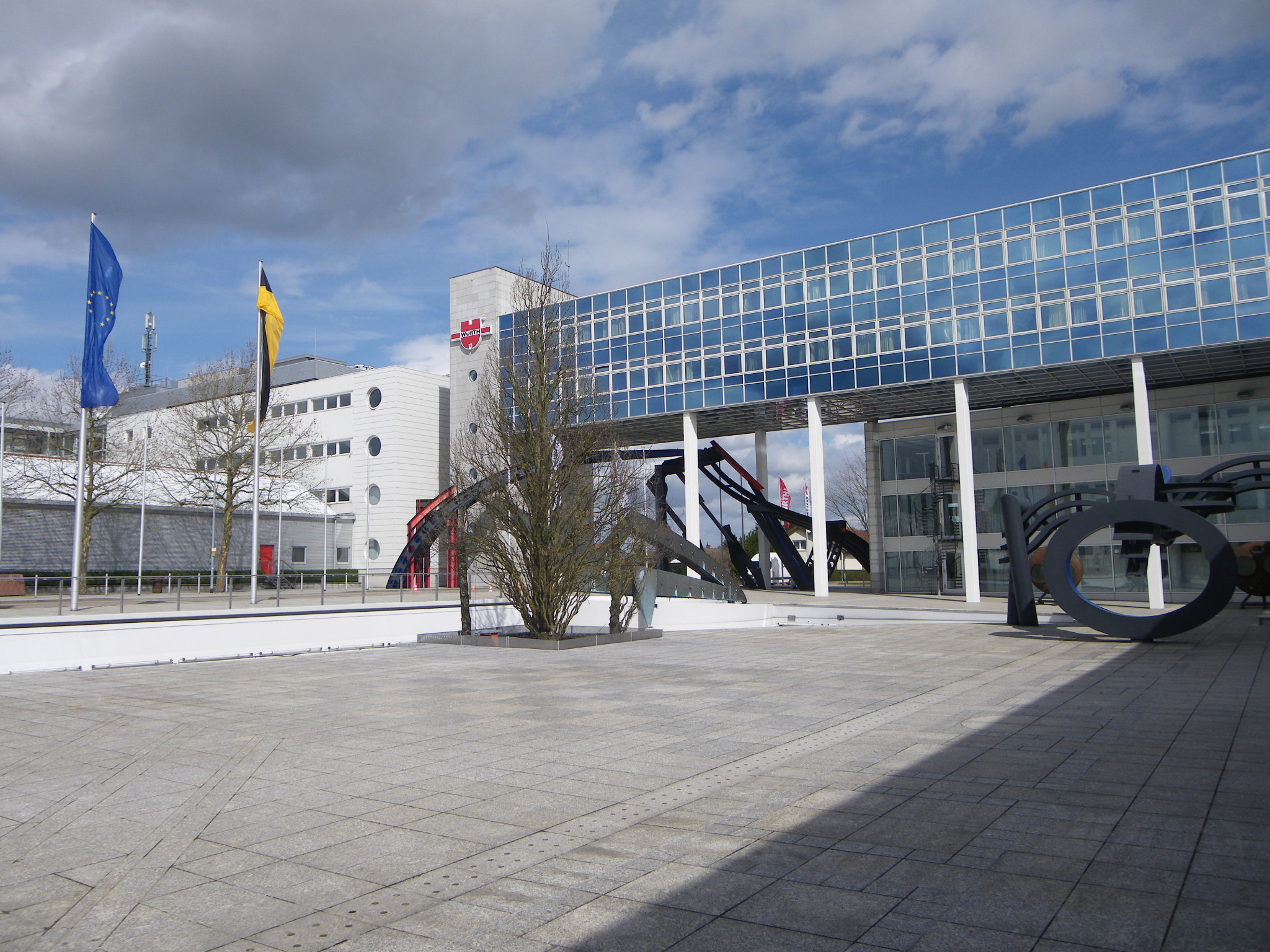
La Würth a Künzelsau, arte in costruzione, scultura

Würth è stata fondata nel 1945 da Adolf Würth (1909-1954) a Künzelsau, cittadina tedesca del distretto di Stoccarda. Inizialmente era una piccola ferramenta a conduzione familiare e specializzata soprattutto nel commercio di viti.
Nel 1954, dopo la prematura morte del padre Adolf, subentrò il figlio Reinhold Würth, all’epoca diciannovenne, che prese le redini dell’attività affiancato dalla madre. Guidato da un intuito imprenditoriale e pionieristico, seppe trasformare un semplice negozio di viti in un’azienda leader mondiale nel settore.
Il processo di internazionalizzazione ebbe inizio nel 1962, con la creazione della prima consociata estera nei Paesi Bassi, cui seguirono poi nuove aperture in tutto il mondo e numerosi riconoscimenti. Una su tutti: oltre ad essere una delle più grandi società non quotate in Germania, nel 2006 il Gruppo Würth si è posizionato al 91º posto della classifica Top 500 del quotidiano Die Welt.
Proprio nello stesso anno Reinhold Würth ha consegnato il suo ruolo di presidente del comitato consultivo del Gruppo, carica che deteneva dal 1994, alla figlia Bettina. Attualmente è presidente onorario del comitato consultivo e presidente del consiglio di sorveglianza della Fondazione del Gruppo Würth.
Il gruppo Würth di oggi opera in tutto il mondo. Ha assunto oltre 73.000 persone nel 2017.

## Struttura aziendale
Tutte le società del Gruppo Würth presenti a livello mondiale sono inserite in due linee aziendali:
- la linea Würth (società con il nome dell'azienda Würth), ad es. Würth AG Svizzera, suddivisa nelle divisioni metalli, auto, legno, industria e costruzioni;
- Società Alleate (oltre 260 società) - per lo più società acquisite che operano con il loro nome originale o che sono state integrate in un'altra Società Alleata. Le aziende alleate sono suddivise nelle aree della vendita all'ingrosso di elettricità, commercio, elettronica, produzione, vendita diretta, strumenti, viti e parti standard, servizi finanziari e diversificazione[5].

La forza vendita del Gruppo Würth è invece esercitata da numerosi uffici vendita collocati in Germania e in altri paesi.
Würth è specializzato nelle vendite attraverso la sua forza di vendita. Inoltre, ha numerosi uffici di vendita in Germania e in alcuni altri paesi.

### Logo

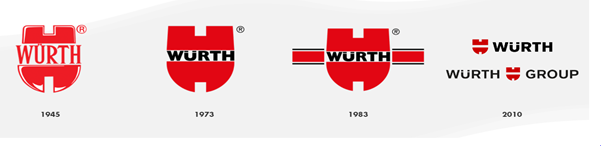
Evoluzione del logo Würth

Pur subendo vari restyling nel corso degli anni, il logo del Gruppo Würth è rimasto fedele all’originale, ideato proprio da Reinhold Würth.
I tre elementi che lo compongono sono infatti sempre gli stessi e comprendono: oltre alla scritta in stampatello Würth, due teste di viti parallele, una a testa cilindrica, l’altra tonda, chiaro richiamo al primo core business dell’azienda al momento della fondazione.
Dal 1945 al 2018 il logo ha mantenuto gli elementi fondamentali, ovvero le viti, portando uno stile più minimal ed un riferimento al gruppo.

## Würth Italia
La prima sede legale operativa Würth italiana viene fondata in provincia di Bolzano, a Terlano, il 26 febbraio 1963 da Reinhold Würth, Onorino Soccol e dall’amministratore delegato del Gruppo Würth dell’epoca Anton Seeebacher. Nel 1977 nasce il Centro Logistico Amministrativo di Egna dove nel 2002 viene trasferita l’intera sede di Terlano.
Attualmente Würth Italia conta tre Centri Logistici dislocati su tutto il territorio: Egna, che è anche sede legale, Crespellano (BO) e Capena (Roma).

### Amministratori Delegati Würth Italia
1. 1963-1998: Anton Seebacher
2. 1998-2008: Helmut Gschnell
3. 2008- ad oggi: Nicola Piazza

### L’attuale Management Würth Italia
Nicola Piazza - Amministratore Delegato Würth Italia
Harald Santer - Direttore vendite Würth Italia
Roberto Dalsasso - Direttore processi interni e sviluppo Würth Italia

## Cultura aziendale
In Würth esiste un sistema di bonus differenziato per i rappresentanti di vendita. Ciò dovrebbe vincolare i buoni dipendenti dell'azienda e contrastare il turnover del personale. Le società del gruppo e le società di vendita estere sono ampiamente autonome nei loro obiettivi, ma la loro attuazione deve renderle trasparenti. La fiducia nella competenza e nell'autonomia dei dipendenti è espressa dall'introduzione precoce di dispositivi flessibili per la registrazione del tempo e da numerose offerte per l'istruzione e le attività di svago. Grande enfasi viene posta sulla qualità delle celebrazioni aziendali, in quanto Würth rimane fedele al principio secondo cui solo un alto grado di impegno nei confronti dei propri dipendenti si traduce in un risultato aziendale corrispondente.
Würth lascia i propri dipendenti largamente liberi nella scelta degli architetti e nella progettazione di edifici amministrativi rappresentativi quando si tratta dell'attuazione architettonica di filiali estere. Presso la sede centrale dell'azienda a Künzelsau, i dipendenti possono visitare un museo d'arte interno le cui mostre si alternano da tre a quattro volte l'anno. Il museo d'arte è aperto anche al pubblico. I dipendenti hanno anche la possibilità di prendere in prestito immagini (ad eccezione della categoria di prezzo più alta) della collezione Würth in una artoteca di proprietà, per sei mesi contro un impegno.
La cultura aziendale consiste anche nel seguire tre principali obbiettivi: innovazione, sostenibilità e cultura.

### Innovazione
Dal costante investimento tecnologico di Würth Italia sono nati progetti innovativi come:
- Würth Phygital Hub: tecnologia che, avvalendosi della realtà mista e aumentata permette a Würth Italia di offrire attività operative, di vendita, manutenzione e consulenza da remoto attraverso strumenti come HoloLink e l’HoloMantainance per l’assistenza da remoto, HoloShowroom, per creare spazi digitali in cui visualizzare i prodotti Würth e HoloProject, per la progettazione di impianti e macchinari complessi.

- Metaverso Würth – Wverse: ambienti virtuali all’interno dei quali sono offerte alla clientela attività operative come vendita di prodotti o assistenza specializzata.

### Sostenibilità ambientale, economica, sociale
In Würth Italia l’impegno verso un approccio aziendale sostenibile si articola su tre fronti: ambientale, economico e sociale.
- Sostenibilità ambientale: Würth Italia, avvalendosi dell’apporto tecnologico, lavora per una costante riduzione dell’impatto aziendale sull’ambiente, cercando di ottimizzare la logistica dei prodotti e le mobilità dei dipendenti. Soluzioni come Phygital Hub e il Metaverso Würth – Wverse permettono infatti di ridurre le emissioni legate alla gestione dei prodotti. L’impiego di auto a basse emissioni e l’efficientamento energetico degli edifici, attraverso ad esempio l’utilizzo di sistemi fotovoltaici, si inseriscono invece in un obiettivo più ampio che prevede l’impegno di diventare carbon neutral nel prossimo futuro, diminuendo le emissioni dirette delle attività e compensando le residuali con attività ambientali. Un primo progetto di prossima realizzazione è il Logistic Hub di Egna, un nuovo centro logistico a zero emissioni che sfrutterà l’energia geotermica, illuminazione esclusivamente a LED, pannelli fotovoltaici e innovative soluzioni di isolamento green.  Nel giugno 2022 è stata realizzata la Foresta Würth, un progetto promosso da Würth Italia per riforestare una vasta area della Val di Fiemme, devastata dall’uragano Vaia del 2018. Sono stati quindi piantati 4.000 alberi che in futuro saranno in grado di assorbire 122,2 tonnellate di CO₂ e ripopolare un’area di oltre 2,6 ettari, a sostegno della biodiversità e della tutela del suolo.
- Sostenibilità economica: attraverso l’innovazione e l’attenzione per la qualità, Würth Italia promuove un approccio economico sostenibile, sia a livello di produzione, sia di vendita. Negli obiettivi futuri tutto questo si traduce in un ampliamento dell’organico, l’impiego di nuove modalità di lavoro digitale e l’uso di strumenti innovativi al servizio della clientela.
- Sostenibilità sociale: la promozione costante di un benessere lavorativo, delle pari opportunità e del contrasto di tutte le forme di discriminazione ha portato Würth Italia ad essere riconosciuta Top Employer 2022 dal Top Employers Institute, ente che ogni anno premia le aziende che si sono distinte per le migliori condizioni di lavoro.

## Certificazioni
Il Gruppo Würth ha ottenuto diverse certificazioni sia per la qualità dei prodotti, sia per quella dei processi produttivi. Una delle più importanti è il rilascio del “Sistema Aziendale Integrato” certificato dal TÜV, il Sistema personalizzato che garantisce la corretta gestione della Qualità Aziendale (ISO 9001), della Sicurezza e Salute dei collaboratori (ISO 45001) e la protezione dell’Ambiente (ISO 14001).
Il Sistema di Gestione della Qualità implementato secondo lo standard ISO 9001 promuove quindi la gestione delle attività aziendali in un’ottica di processo, il costante riesame dei punti critici dell’organizzazione e la creazione di procedure, la condivisione di strategie di coinvolgimento dei collaboratori e il miglioramento della comunicazione con i fornitori.

## Promozione della Cultura e dello Sport

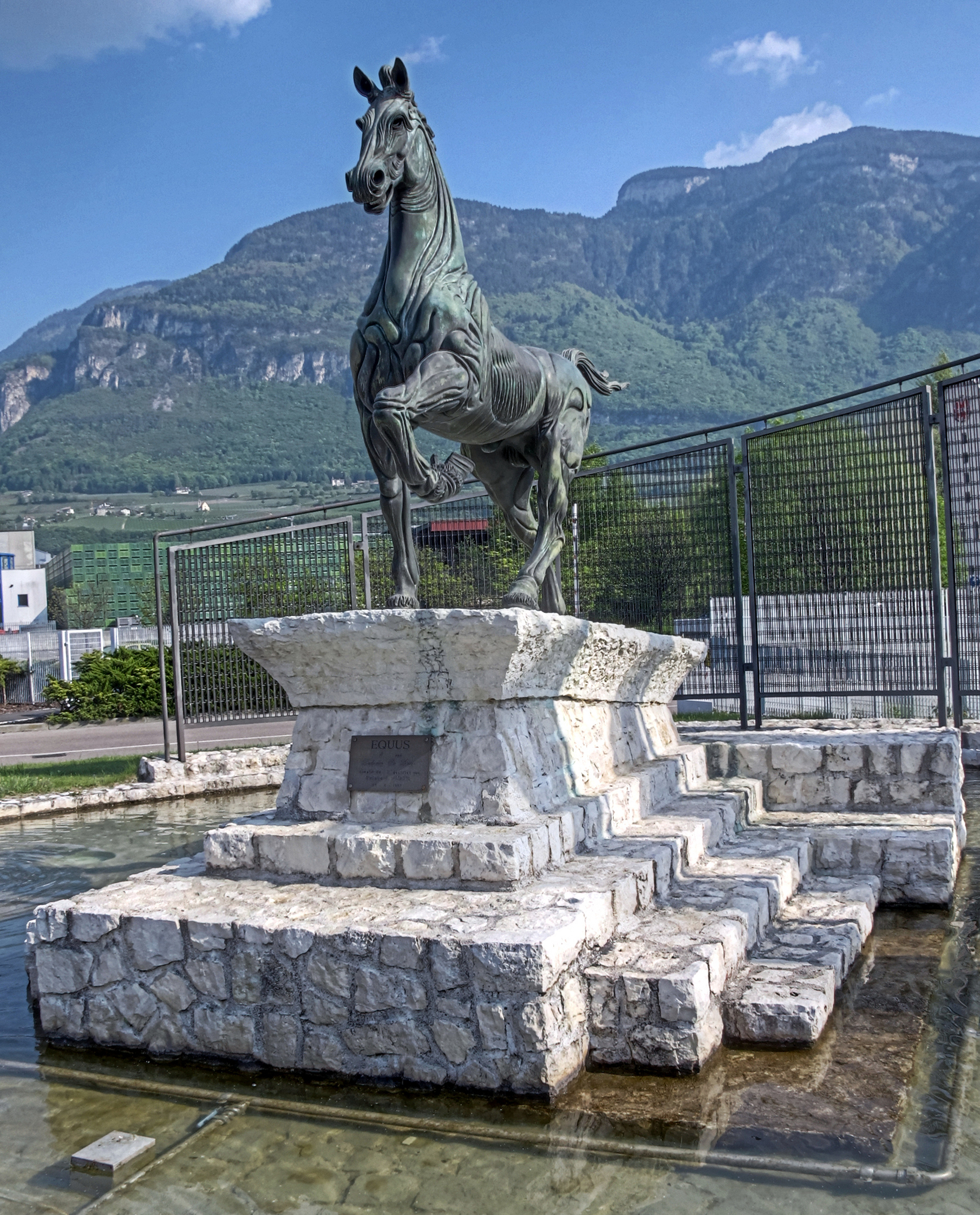
Fontana dell'Equus presso l'azienda Egna in Alto Adige

### Cultura
Il Gruppo Würth è il proprietario della Fondazione Würth senza scopo di lucro, che si è prefissa il compito di promuovere l'arte e la cultura, la ricerca e la scienza, nonché l'istruzione e la formazione. La sede centrale si trova a Künzelsau dove ha sede anche il Museo Würth, vicino a Schwäbisch Hall si trova la Kunsthalle Würth con la sua dipendenza medievale Johanniterhalle.
La Fondazione, oltre ad assegnare numerosi premi in diversi campi artistici, promuove attività culturali in tutta Europa. La Würth Philharmoniker è l'orchestra con sede a Künzelsau che interpreta e promuove la musica classica anche con tour internazionali. Diverse società straniere del Gruppo Würth mantengono nelle sedi dei rispettivi paesi varie "dipendenze artistiche". Oltre ai musei d’arte in Germania sono quindi presenti spazi espositivi nelle sedi estere, in Austria, Danimarca, Francia, Italia, Norvegia, Paesi Bassi, Spagna e Svizzera. L’Italia è invece sede dell'Art Forum Würth Capena in provincia di Roma, uno spazio interamente dedicato all’arte e a tutte le sue forme. Altre società straniere del gruppo Würth mantengono nei rispettivi paesi di residenza dieci "dipendenze artistiche", il Museo Würth France Erstein in Francia e il Museo Würth La Rioja in Spagna. A Coira, la fondazione mantiene il Kulturforum Würth Chur. Dal 2014, il montepremi e la cerimonia di premiazione del Prix de l'Académie di Berlino sono stati finanziati dal gruppo Würth.

### Sport
Da oltre trent’anni il Gruppo Würth è sponsor ufficiale di diverse discipline agonistiche tra cui biathlon, combinata nordica, sci alpino e di fondo, salto con gli sci e hockey. Ma anche basket e calcio. Würth Italia supporta anche Special Olympics, la più grande organizzazione sportiva al mondo per le persone con disabilità intellettiva, con oltre 30 discipline sportive olimpiche. Nel 2022 Würth diventa anche Official Partner della FIGC e quindi delle Nazionali italiane di calcio, le Nazionali Maschili e Femminili, quelle di Futsal, Beach Soccer, eSports.

#### Ciclismo professionale
In Svizzera, Würth è stato lo sponsor principale del Tour de Suisse dal 2005 al 2012. Dal 2000 al 2006, Würth è stato co-sponsor della squadra ciclistica spagnola ONCE, rinominata Liberty Seguros nel 2004, diventando primo nome del team il 25 maggio 2006. Dopo l'esclusione della squadra dal Tour de France 2006 per lo scoppio dello scandalo doping dell'Operación Puerto, legato al medico spagnolo Eufemiano Fuentes,, Würth ha interrotto la sponsorizzazione con effetto immediato il 3 luglio 2006.

#### Calcio
Würth è stato sponsor delle divise degli arbitri e dei loro assistenti nella Liga, la principale lega di calcio spagnola negli ultimi anni. Attualmente è partner di cinque club della Bundesliga.

#### Sci
È sponsor della Federazione tedesca di sci.

#### Pallacanestro
Würth è stato sponsor della Virtus Roma in Italia, nella stagione 2001-2002 per la Lega Italiana di Basket. Per la stagione 2016/17 partner della BluVolley Verona.

#### Hockey su ghiaccio
Würth ha sponsorizzato diverse squadre ed eventi di hockey su ghiaccio, in particolare la squadra italiana della HC Bolzano, che ha vinto la Coppa delle leghe europee 1994-95 come HC Bolzano Würth. Würth ha anche sponsorizzato il team canadese alla Coppa Spengler 2013 e quella del 2016.
Würth è anche sponsor del palazzo del ghiaccio "WürthArena" ad Egna, in Italia.

#### Formula Uno
Per la stagione 2008, Würth ha fornito strumenti e elementi di fissaggio a Panasonic Toyota Racing e al logo dell'azienda presenti nel box, sui camion delle squadre e su tutte le comunicazioni ufficiali.

#### Formula E
Per la stagione inaugurale di Formula E 2014, un nuovo campionato FIA per auto elettriche, Wurth Electronik è diventato partner tecnologico dell'unico team di corse tedesco, ABT Schaeffler Audi Sport. Il logo della società è presente sul naso delle auto della squadra, nel box, sui camion delle squadre e su tutte le comunicazioni ufficiali. Dopo l'inizio positivo della stagione agonistica, Würth Elektronik ha prolungato il suo accordo di sponsorizzazione con ABT per altri tre anni.

#### DTM
Inoltre, Würth è sponsor della DTM ed è stato dal 2000 "Fornitore ufficiale" del liquido per freni, liquido per radiatori, strumenti e dispositivi di fissaggio sino al 2010 ed esclusivamente liquido per freni, liquido per radiatori di Audi Sport DTM, fornitore di utensili e dispositivi di fissaggio dal 2000.

#### NASCAR
A partire dalla stagione 2012, Würth è diventato uno sponsor principale in sette gare della Nationwide Series sul Team # 12 Penske Dodge / Ford. A partire dalla stagione 2014, Würth è uno degli sponsor principali di quattro gare della NASCAR Cup Series di Monster Energy su Brad Keselowski della Ford Fusion del Team Penske numero 2.

#### V8 Supercars
Dall'inizio della stagione 2015, Würth ha avuto un accordo strategico a lungo termine con il team V8 Supercars, Dick Johnson Racing / Team Penske. La nuova livrea è stata lanciata durante la gara di supporto al Gran Premio di Formula Uno australiano con Marcos Ambrose come pilota e Scott Pye che ha corso con i colori nelle gare selezionate per il resto della stagione.

## Investigazioni fiscali
A partire dall'autunno 2006, il procuratore di Stoccarda ha indagato contro Reinhold Würth e altri cinque dirigenti del gruppo con l'accusa di evasione fiscale. Alla fine di marzo 2008, le inchieste e le trattative sono state annunciate da un'indiscrezione alla rivista Der Spiegel. Nel maggio 2008, Würth ha accettato di chiudere il caso pagando una multa. La corte distrettuale Heilbronn ha imposto un ordine di penalità contro Würth per un importo di 700 tariffe giornaliere. L'imprenditore è quindi considerato un fedina penale. Le multe sono state imposte anche a due altre persone responsabili del gruppo Würth. La procedura fiscale è finita, poiché tutti gli interessati hanno accettato gli ordini punitivi.
L'accusa ha scoperto che tutti gli accusati non avevano "nessun vantaggio personale". I costi contestati tra parti interne ed estere della società erano in discussione. La legalità fiscale della compensazione fiscale per la società madre tedesca era il nucleo della controversia tra Würth e l'autorità fiscale. Poiché il chiarimento della legalità avrebbe richiesto diversi anni e quindi ci si sarebbe aspettati un danno alla reputazione del lavoro della vita di Würth, secondo Würth aveva accettato il male minore degli arretrati fiscali, della multa e della fedina penale.